# Aurelio Vidmar
Aurelio Vidmar (Adelaida, 3 de febrero de 1967) es un exfutbolista y director técnico australiano. Actualmente entrena al Melbourne City. Es hermano mayor del también exfutbolista y entrenador Tony Vidmar

## Clubes
| Club                | País         | Año       | Partidos | Goles |
| ------------------- | ------------ | --------- | -------- | ----- |
| Adelaide City       | Australia    | 1985-1991 | 157      | 29    |
| KV Cortrique        | Bélgica      | 1991-1992 | 30       | 10    |
| KSV Waregem         | Bélgica      | 1992-1994 | 57       | 25    |
| Standard de Lieja   | Bélgica      | 1994-1995 | 32       | 22    |
| Feyenoord           | Países Bajos | 1995-1996 | 15       | 2     |
| FC Sion             | Suiza        | 1996      | 13       | 7     |
| CD Tenerife         | España       | 1997-1998 | 25       | 1     |
| Sanfrecce Hiroshima | Japón        | 1998-1999 | 24       | 6     |
| Adelaide United     | Australia    | 1999-2004 | 164      | 25    |

### Entrenador
| Club                          | País      | Año       |
| ----------------------------- | --------- | --------- |
| Adelaide United               | Australia | 2007-2010 |
| Selección de Australia Sub-23 | Australia | 2010-2012 |
| Selección de Australia Sub-20 | Australia | 2012-2013 |

| Predecesor: Robbie Slater | Futbolista del año en Oceanía 1994 | Sucesor: Christian Karembeu |

- Datos: Q524317
- Multimedia: Aurelio Vidmar / Q524317